# Vennicnii
|  | No s'ha de confondre amb Venicons. |

Els vennicnii eren un poble del nord de l'illa d'Hibèrnia (Irlanda) entre els promontoris Boreum i Vennicnium. En parla Claudi Ptolemeu que els anomena en grec Οὐεννίκνιοι.